# Micah Potter
Micah Potter (Mentor, 6 aprile 1998) è un cestista statunitense.

## Carriera
Trascorse le stagioni universitarie con gli Ohio State Buckeyes e i Wisconsin Badgers, dopo non essere stato scelto al Draft NBA 2021, il 10 settembre firma un contratto valido per il training camp con i Miami Heat. Incluso in seguito nel roster dei Sioux Falls Skyforce, franchigia di NBA G League affiliata agli Heat, il 29 dicembre seguente firma un contratto di dieci giorni con i Detroit Pistons.

## Statistiche

### NCAA
| Anno      | Squadra             | PG  | PT | MP   | TC%  | 3P%  | TL%  | RP  | AP  | PRP | SP  | PP   |
| --------- | ------------------- | --- | -- | ---- | ---- | ---- | ---- | --- | --- | --- | --- | ---- |
| 2016-2017 | Ohio State Buckeyes | 30  | 12 | 14,1 | 43,4 | 33,3 | 60,0 | 3,1 | 0,3 | 0,3 | 0,4 | 4,1  |
| 2017-2018 | Ohio State Buckeyes | 29  | 4  | 10,1 | 48,9 | 30,0 | 80,0 | 2,4 | 0,3 | 0,2 | 0,4 | 4,1  |
| 2019-2020 | Wisconsin Badgers   | 21  | 3  | 17,5 | 52,8 | 45,1 | 86,0 | 6,2 | 0,4 | 0,4 | 1,0 | 10,1 |
| 2020-2021 | Wisconsin Badgers   | 31  | 30 | 22,2 | 50,4 | 38,6 | 84,0 | 5,9 | 1,4 | 0,5 | 0,7 | 12,5 |
| Carriera  | Carriera            | 111 | 39 | 15,9 | 49,6 | 38,1 | 79,4 | 4,3 | 0,6 | 0,3 | 0,6 | 7,6  |

#### Massimi in carriera
- Massimo di punti: 24 vs Pennsylvania State (11 gennaio 2020)[4]
- Massimo di rimbalzi: 15 vs Minnesota (5 febbraio 2020)
- Massimo di assist: 5 vs Michigan State (25 dicembre 2020)
- Massimo di palle rubate: 3 (3 volte)
- Massimo di stoppate: 3 (6 volte)
- Massimo di minuti giocati: 31 vs Texas Southern (16 novembre 2017)

### NBA

#### Regular Season
| Anno      | Squadra         | PG | PT | MP   | TC%  | 3P%  | TL%  | RP  | AP  | PRP | SP  | PP  |
| --------- | --------------- | -- | -- | ---- | ---- | ---- | ---- | --- | --- | --- | --- | --- |
| 2021-2022 | Detroit Pistons | 3  | 0  | 10,3 | 45,5 | 0,0  | 100  | 3,0 | 0,0 | 0,3 | 0,3 | 4,0 |
| 2022-2023 | Utah Jazz       | 7  | 0  | 7,4  | 66,7 | 57,1 | -    | 2,3 | 0,6 | 0,1 | 0,0 | 3,4 |
| 2023-2024 | Utah Jazz       | 16 | 0  | 11,6 | 47,5 | 42,9 | 75,0 | 2,7 | 0,4 | 0,3 | 0,4 | 3,3 |
| 2024-2025 | Utah Jazz       | 38 | 10 | 18,6 | 42,2 | 31,6 | 85,0 | 4,3 | 0,8 | 0,4 | 0,4 | 4,3 |
| Carriera  | Carriera        | 64 | 10 | 15,2 | 45,3 | 34,4 | 83,3 | 3,6 | 0,6 | 0,3 | 0,3 | 3,9 |

#### Massimi in carriera
- Massimo di punti: 10 vs Denver Nuggets (8 aprile 2023)[5]
- Massimo di rimbalzi: 10 vs Denver Nuggets (8 aprile 2023)
- Massimo di assist: 1 (4 volte)
- Massimo di palle rubate: 1 (2 volte)
- Massimo di stoppate: 1 vs San Antonio Spurs (1º gennaio 2022)
- Massimo di minuti giocati: 21 vs Denver Nuggets (8 aprile 2023)

### G League
| Anno      | Squadra           | PG  | PT  | MP   | TC%  | 3P%  | TL%  | RP   | AP  | PRP | SP  | PP   |
| --------- | ----------------- | --- | --- | ---- | ---- | ---- | ---- | ---- | --- | --- | --- | ---- |
| 2021-2022 | S. Falls Skyforce | 44  | 44  | 28,2 | 50,8 | 42,6 | 73,8 | 10,1 | 1,6 | 0,8 | 1,1 | 16,4 |
| 2022-2023 | S.L.C. Stars      | 29  | 27  | 30,3 | 52,8 | 41,9 | 75,8 | 8,5  | 2,5 | 0,5 | 0,9 | 14,8 |
| 2023-2024 | S.L.C. Stars      | 42  | 40  | 29,6 | 50,8 | 39,9 | 75,6 | 9,5  | 2,9 | 0,8 | 1,8 | 15,8 |
| 2024-2025 | S.L.C. Stars      | 17  | 15  | 26,3 | 42,4 | 33,7 | 83,3 | 7,9  | 2,3 | 0,8 | 1,0 | 14,0 |
| Carriera  | Carriera          | 132 | 126 | 28,9 | 50,1 | 39,9 | 76,1 | 9,3  | 2,3 | 0,7 | 1,2 | 15,6 |